# Michał Żyguliński
Michał Zyguliński (ur. 15 września 1864 w Łęgu, zm. 21 listopada 1912 w Krakowie) – ksiądz, dr filozofii, teologii i prawa kanonicznego, profesor seminarium diecezjalnego w Tarnowie.
W latach 1885–1886 studiował prawo na Uniwersytecie Jagiellońskim, nie uzyskując dyplomu; 1886-1890 seminarium duchowne w Tarnowie; 1890-1892 studiował teologię, filozofię i prawo kanoniczne w Rzymie uzyskując w 1892 święcenia kapłańskie. W 1881 założył Stowarzyszenie Robotniczo-Rzemieślnicze „Praca” w Tarnowie. Od 1906 stał na czele spółki zarządzającej uzdrowiskiem w Żegiestowie Zdroju. Od 1907 należał do Polskiego Centrum Ludowego skupionego wokół ks. Stanisława Stojałowskiego.
Poseł do austriackiej Rady Państwa X kadencji (31 stycznia 1901 – 30 stycznia 1907) z kurii V powszechnej, z okręgu wyborczego nr 5 (Tarnów-Brzesko-Bochnia-Dąbrowa-Mielec-Pilzno) i XI kadencji (17 lutego 1907 – 30 marca 1911) z okręgu wyborczego nr 42 (Radłów-Tuchów). Członek Koła Polskiego, w Wiedniu, należał do grupy konserwatystów.